# 梶谷站
梶谷站（日语：／ Kajigaya eki */?）是位於神奈川縣川崎市高津區末長一丁目，屬於東急電鐵田園都市線的鐵路車站。車站編號是DT11。

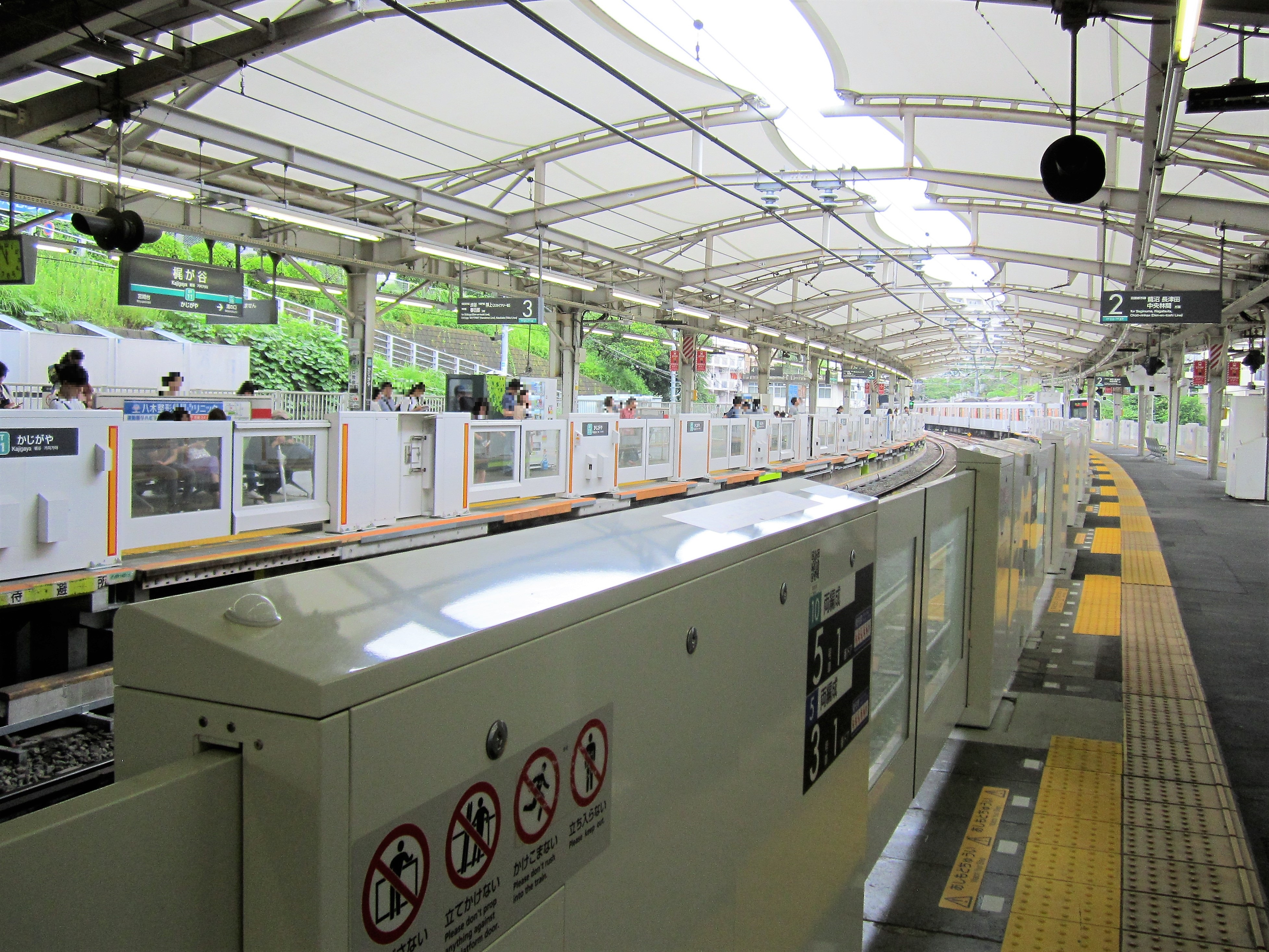
月台(2019年6月)

## 年表
- 1966年（昭和41年）4月1日 - 車站啟用[1]。
- 2006年（平成18年）7月28日 - 一列東京地下鐵8000系列車急行列車通過此站，導致列車及月台受到損壞之事件於當天查明真相。
- 2007年（平成19年）
  - 5月3日 - 6日 - 車站改良工程，4號線線路移設，包含急行在內的所有上行列車行駛3號線。
  - 5月7日 - 4號線改為通過專用線。
- 2008年（平成20年）3月24日 - 大井町線車庫完成[1]。

## 結構
本站為島式月台2面4線地面車站，站房為跨站式站房。但由於車站位於谷間，站房、檢票口與站前道路同高，月台相當於地下一樓。部分各站停車會在本站等待急行與準急通過。下行線（長津田、中央林間方向）的1號線停靠急行列車（通過）與不待避的各站停車，2號線停靠須待避的各站停車。上行線（澀谷方向）3號線停靠所有各站停車，4號線停靠急行、準急列車（通過）。
上下線月台皆在彎道上，列車關門與發車時，由站員觀看監視器確認並指示車掌關門與發車。因此指示燈號設備設於5輛、8輛、10輛編組停靠的最末端梁柱上。
2007年車站改良工程後，4號線變更為通過專用線。月台設置安全柵欄避免乘客誤入，方向標示也加上「此處無法乘車」，並撤除地面黃色導盲磚，廢除列車資訊顯示器的4號線資訊與自動廣播。列車通過時，列車資訊顯示器顯示「4號線電車進站。」並撥放音樂（也有由站員廣播的情況）。
宮崎台側有拖上線。過去曾有本站終停的電車班次，現在僅有世田谷區多摩川花火大會、川崎市制紀念多摩川花火大會臨時列車運行時與大井町線車輛留置折返時使用。

### 車站改良工程
配合二子玉川 - 溝之口間複複線化（大井町線延伸）以及大井町線梶谷車庫建設，本站也進行車站改良工程。2007年5月2日以前，上行線與下行線一樣是外側4號線停靠不待避的各站停車、內側3號線停靠需待避的各站停車。

### 梶谷車庫
隨著大井町線急行開始運行，4號線宮崎台側新設大井町線的梶谷車庫，用來停放大井町線急行用車輛（6000系）。此外，該車庫線路僅連接4號線，1 - 3號線無法進入。

### 列車月台擦撞事故
2006年6月28日，東急所屬車輛12編組列車與東京地下鐵所屬車輛4編組列車發現擦痕。調査結果發現是本站2號線月台的擦痕。調查後發現是由於位於彎道上的本站2號線月台超高量不足，造成軌道往水平方向偏移所造成。之後已進行改善。

### 月台配置
| 月台 | 路線       | 方向 | 目的地                                              |
| ---- | ---------- | ---- | --------------------------------------------------- |
| 1、2 | 田園都市線 | 下行 | 鷺沼、長津田、中央林間方向                          |
| 3    | 田園都市線 | 上行 | 二子玉川、澀谷、半藏門線 押上、 伊勢崎線 春日部方向 |
| 4    | 田園都市線 | 上行 | （只供通過此站列車使用）                            |

（來源：東急電鐵:車站構內圖 （页面存档备份，存于））

### 內部設備
- 商店「toks（日语：toks）」 - 剪票口外
- 廁所 - 下行月台

## 使用情況
2016年度1日平均上下車人次為39,551人。
近年1日平均上下車人次與上車人次的推移如下表。
- 1日平均上車人次參見神奈川縣縣勢要覽。

| 年度               | 1日平均 上下車人次 | 1日平均 上車人次 | 來源     |
| ------------------ | ------------------ | ---------------- | -------- |
| 1995年（平成07年） |                    | 19,248           | [ * 1 ]  |
| 1998年（平成10年） |                    | 18,455           | [ * 2 ]  |
| 1999年（平成11年） |                    | 18,038           | [ * 3 ]  |
| 2000年（平成12年） |                    | 17,874           | [ * 3 ]  |
| 2001年（平成13年） |                    | 17,863           | [ * 4 ]  |
| 2002年（平成14年） | 36,253             | 17,564           | [ * 5 ]  |
| 2003年（平成15年） | 35,038             | 17,491           | [ * 6 ]  |
| 2004年（平成16年） | 34,973             | 17,586           | [ * 7 ]  |
| 2005年（平成17年） | 35,146             | 17,625           | [ * 8 ]  |
| 2006年（平成18年） | 36,354             | 18,211           | [ * 9 ]  |
| 2007年（平成19年） | 36,619             | 18,435           | [ * 10 ] |
| 2008年（平成20年） | 36,733             | 18,399           | [ * 11 ] |
| 2009年（平成21年） | 36,510             | 18,235           | [ * 12 ] |
| 2010年（平成22年） | 36,151             | 18,028           | [ * 13 ] |
| 2011年（平成23年） | 36,273             | 18,078           | [ * 14 ] |
| 2012年（平成24年） | 37,018             | 18,436           | [ * 15 ] |
| 2013年（平成25年） | 38,090             | 18,956           | [ * 16 ] |
| 2014年（平成26年） | 37,664             | 18,731           | [ * 17 ] |
| 2015年（平成27年） | 38,778             |                  |          |
| 2016年（平成28年） | 39,551             |                  |          |

## 周邊
本站是前往多摩田園都市的入口車站。周邊是田園都市線開通以後開發的住宅區，呈現新興住宅區的風貌。
- エルカジ通「梶谷站前通振興會」
- 東急store（日语：東急ストア）梶谷店
- 高津郵便局（日语：高津郵便局）
  - 郵貯銀行高津店
- 身代不動尊大明王院
- 國道246號
- KOJIMA（日语：コジマ）×BIC CAMERA梶谷店
- 川崎市民廣場
- 川崎國道事務所
- 川崎市農業振興中心
- 國家公務員共濟組合聯合會虎之門醫院分院
- FamilyMart

### 巴士路線
站旁有小型巴士總站。
| 乘車處 | 系統         | 主要行經地                | 目的地                | 運行業者     |
| ------ | ------------ | ------------------------- | --------------------- | ------------ |
| 1號    | 向01         | 神木本町                  | 向丘遊園站南口        | ■東急        |
| 1號    |              | 高津營業所                |                       | ■東急        |
| 2號    | 梶01         | 西福寺前、野川台、寺台    | 鷺沼站                | ■東急        |
| 2號    | 梶01         | 西福寺前                  | 野川台公園            | ■東急        |
| 3號    | （下車專用） | （下車專用）              | （下車專用）          | （下車專用） |
| 4號    | 溝23         | 市民廣場 （部分班次除外） | 溝口站南口 井田營業所 | ■市營        |

## 名稱由来
1960年取得執照時以本地古地名命名為「梶ヶ谷」。1965年9月常務會正式改為「梶が谷」。

## 相鄰車站
東急電鐵
 田園都市線
■急行
通過
■準急、■各站停車
溝之口（DT10）－梶谷（DT11）－宮崎台（DT12）

## 延伸閱讀
- 宮田道一. . JTBパブリッシング. 2008-09-01. ISBN 9784533071669.

## 外部連結
- 梶谷（各站資訊） - 東急電鐵（日語）